# Quodvultdeus
Quodvultdeus, también conocido como Quodvultdeo, fue un santo católico, obispo de la diócesis de Cartago que vivió en el siglo V.
Fue amigo y discípulo de Agustín de Hipona; obispo de Cartago (hacia el 437). Al tomar Genserico dicha ciudad (438), Quodvultdeus tuvo que abandonarla. Obligado a entrar con un buen número de sus clérigos en naves viejas, fueron dejados a merced del viento, hasta que providencialmente arribaron a las costas de Campania. Murió en el 453, probablemente en Nápoles.
Ese año (453) fue reemplazado como obispo de Cartago por Deogracias (f. 456), también venerado como santo.
Su fiesta se celebra en el Martirologio romano el 19 de febrero y en el calendario cartaginés el 8 de enero. Se le atribuyen, según los críticos, 12 sermones que se encuentran bajo el nombre de Agustín: tres De symbolo, dos De tempore barbarico, dos De accedentibus ad gratiam, Adversus quinque haereses, De cataclismo, De última quarta feria, De tantito novo, Contra fudeos. El De promissionibus et praedictionibus Dei, que figura entre las obras de Próspero de Aquitania, es también de Quodvultdeus.
El sermón De symbolo 2 se lee en el oficio de lecturas de la Iglesia católica el día de los Santos Inocentes.
La mayor parte de especialistas lo identifican con el mismo Quodvultdeus que envió dos cartas a San Agustín, cuando aún era diácono.